# Zvukovod
Zvukovod ili vanjski slušni hodnik (meatus acusticus externus) je cijev prekrivena kožom. Sastoji se od hrskavičnog ili membranskog te koštanoga dijela. Početni, lateralni dio zvukovoda prolazi kroz hrskavični kanal koji se nastavlja na hrskavicu uške. Medijalni dio zvukovoda prolazi kroz koštani kanal koji je dulji od membranskoga. Dugačak je oko 16 mm. 
Na medijalnome kraju koštanoga zvukovoda nalazi se žlijeb (sulcus tympanicus), u koji je uložen bubnjić (membrana tympani). Bubnjić je postavljen koso na zvukovod pod nagibom od 45 stupnjeva tako da mu je zvukovod najdublji u prednjemu donjemu dijelu. Taj najdublji dio zvukovoda naziva se recessus meatus acustici externi.
Zvukovod je prekriven vrlo tankom kožom ispod koje nema masnoga tkiva. Koža zvukovoda je čvrsto srasla s perihondrijem i periostom, što uzrokuje jaku bol pri upalama zvukovoda. Oko ulaza u zvukovod i u membranskome zvukovodu nalaze se žlijezde znojnice i dlačice, targi. Žlijezde koje luče cerumen, glandulae ceruminosae, nalaze se u membranskome i stražnjemu gornjemu dijelu koštanog zvukovoda.
Duljina zvukovoda je između 3 i 3,5 cm. Medijalni (koštani) dio je 2/3 duljine, a lateralni (hrskavučni) 1/3 duljine. Promjer zvukovoda je 0,5 do 1 cm.
U zvukovodu se nalaze žlijezde lojnice i znojnice ceruminalne (luče cerumen) i dlačice. 
Funkcije zvukovoda:
1. Provodi akustičku energiju do bubnjišta
2. Zaštitna uloga. Štiti uho od naglih promjena temperature zraka, luči cerumen, dlačice mehanički štite od stranih tijela.

Bolesti zvukovoda: stenoza zvukovoda, atrezija zvukovoda, furunkuloza, difuzna upala zvukovoda, egzem zvukovoda, otomikoza, ceruminalni čep.